# Nautilus (Jules Verne)
| Unterseetauchboot Nautilus | Unterseetauchboot Nautilus                           | Unterseetauchboot Nautilus                           |
| Schiffsdaten | Schiffsdaten                                         | Schiffsdaten                                         |
| --- | ---------------------------------------------------- | ---------------------------------------------------- |
| Bauwerft: | einsame Insel im Pazifischen Ozean                   | einsame Insel im Pazifischen Ozean                   |
| Besatzung: | unklar, möglicherweise 20 Mann Stamm; bis zu 5 Gäste | unklar, möglicherweise 20 Mann Stamm; bis zu 5 Gäste |
| Baukosten: | 5.000.000 alte französische Francs                   | 5.000.000 alte französische Francs                   |
| Technische Daten |                                                      |                                                      |
| Wasserverdrängung: | 1.506 t                                              | 1.506 t                                              |
| Länge: | 70 m                                                 | 70 m                                                 |
| Breite: | 08 m                                                 | 08 m                                                 |
| Maschinenanlage: | batteriebetriebener Elektroantrieb                   | batteriebetriebener Elektroantrieb                   |
| Antrieb: | 1 Welle; 1 Propeller ⌀ 6,00 m                        | 1 Welle; 1 Propeller ⌀ 6,00 m                        |
| Höchstgeschwindigkeit: | 54 kn                                                | 54 kn                                                |
| Panzerung |                                                      |                                                      |
| Gürtelpanzer: | 15,24 cm (6 ")                                       | 15,24 cm (6 ")                                       |
| Beiboote |                                                      |                                                      |
| Dingis: | 1                                                    | 1                                                    |
| Verbleib |                                                      |                                                      |
| Am 20. Juni 1868 angeblich im Maelstrom gesunken auf: 68° N, 13° O. Findet letztlich einen letzten Unterschlupf im Untersee-Hafen der Insel Lincoln. |                                                      |                                                      |

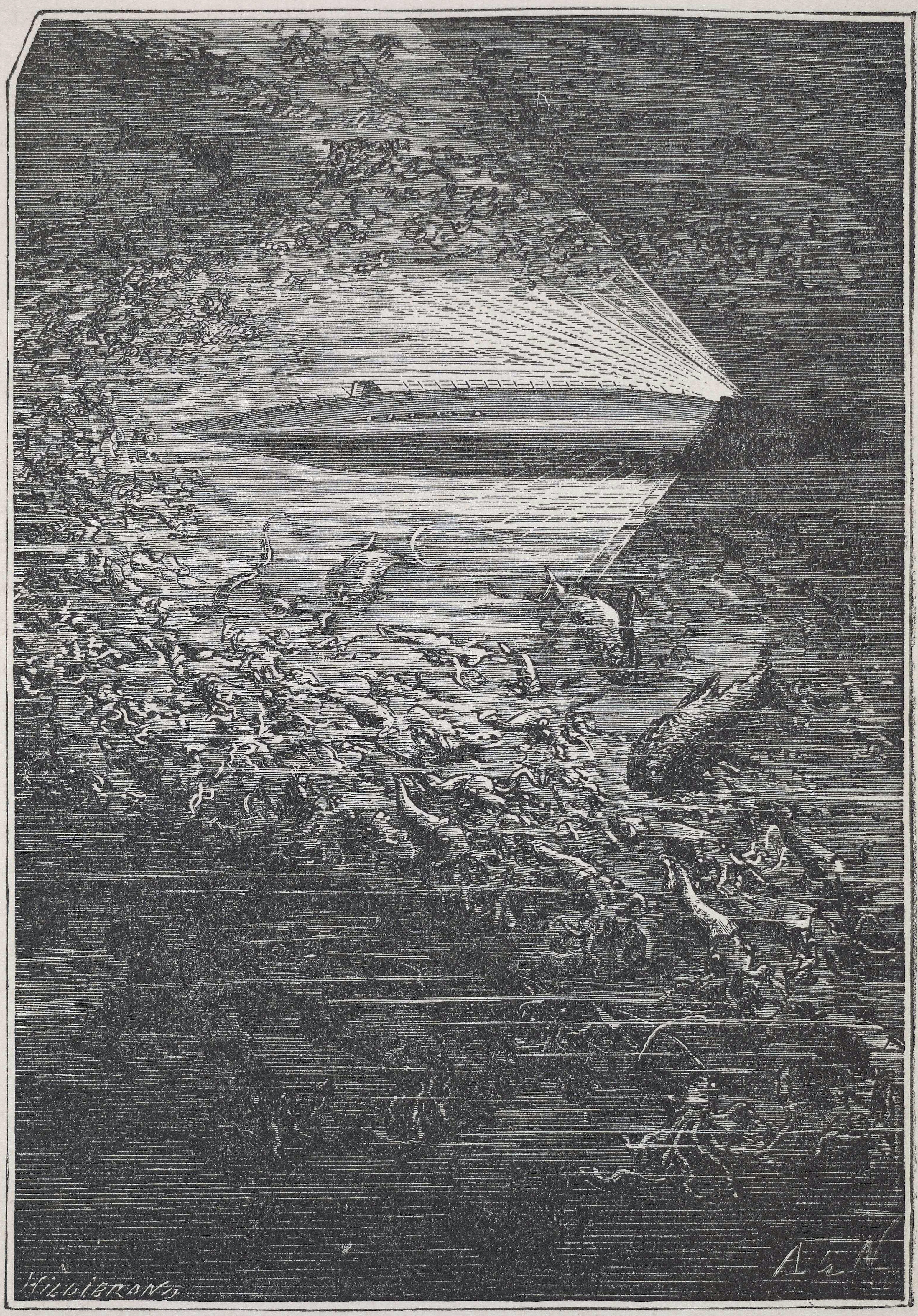
Illustration der Nautilus von Alphonse de Neuville aus der französischen Erstausgabe von Vingt mille lieues sous les mers. Selten wurde das Schiff im Roman in der Komplettansicht gezeigt

Die Nautilus ist ein fiktives Unterseeboot aus den Romanen 20.000 Meilen unter dem Meer (1869–70) und Die geheimnisvolle Insel (1874–75) von Jules Verne, das unter dem Kommando von Kapitän Nemo steht.

## Sinn und Zweck der Nautilus
Der Sinn und Hintergrund des Baus der Nautilus wird im Roman nicht restlos aufgeklärt. Das Boot ist zum einen eine Art Asyl für „Aussteiger“ aus der irdischen Welt und zugleich unterseeische Forschungsstation. Zum anderen ist sie ein Rachewerkzeug, mit dem Nemo – früher selber Opfer von Unterdrückung – als Rächer der Unterdrückten auftritt und die Schiffe derer, die er als seine früheren Feinde oder die Feinde eines friedlichen Zusammenlebens der Menschheit ansieht, versenkt. Dazu dient ihm der Rammsporn der Nautilus, mit dem er die Schiffsrümpfe unterhalb der Wasseroberfläche zerstört.
Erst in Vernes Roman Die geheimnisvolle Insel wird dieser Sachverhalt klarer formuliert. Nemo war der indische Prinz Dakkar, der als Junge nach England geschickt wurde, um dort zu studieren. Nachdem er nach Indien zurückgekehrt ist, heiratet er und plant die Vertreibung der Engländer, die Indien besetzt halten. Seine Revolte wird jedoch blutig niedergeschlagen und seine gesamte Familie findet dabei den Tod.
Verbittert wendet er der Welt den Rücken zu. Mit nur wenigen, ihm aber treu ergebenen Begleitern zieht er sich zurück und nutzt den Rest seines Vermögens, um die Nautilus zu bauen. Dann beginnt er seinen Rachefeldzug. Er findet die untergegangene spanische Armada und hebt das Gold, das er von dem Zeitpunkt an verwendet, um den Freiheitskampf unterdrückter Völker zu unterstützen.
Im Untersee-Hafen der Insel Lincoln, wie sie von den Schiffbrüchigen genannt wird, stirbt Nemo, nachdem er den Kolonisten seine Geschichte erörtert hat. Trotzdem erweist er ihnen noch einen letzten Dienst und ist letztlich mehr oder weniger direkt für ihr Überleben verantwortlich. Er half ihnen im Verlauf des Romanes tatkräftig und sorgt mit einer Flaschenpost bzw. mit einer Nachricht dafür, dass die Kolonisten gerade noch rechtzeitig gerettet werden können, bevor die Insel ganz im Meer versinkt.

## Das Schiff
In einigen deutschen Übersetzungen des Romans wird das Boot als der Nautilus bezeichnet, im üblichen Sprachgebrauch und in den Übersetzungen der Filme hat sich allerdings die für Schiffe übliche weibliche Form (die Nautilus) eingebürgert.
Nach den eher vagen Angaben im Roman ist das Boot 70 Meter lang und an seiner dicksten Stelle 8 Meter breit. Es wiegt 1.506 Tonnen. Jules Verne erdachte sich die Nautilus als glattes, zigarrenförmiges Unterseeboot. Im Laufe der Jahre jedoch entwickelten Buchillustratoren und Filmdesigner ihre eigenen Designs, die mit der Zeit immer weiter von der Originalvorlage abwichen.
Die Nautilus ist in verschiedene Abteilungen eingeteilt. Es ist jedoch schwierig, sie der Länge nach vom Bug zum Heck aufzuzählen, zumal Verne auch nie Genaueres über die Lage der einzelnen Räume geschrieben hat. Zudem verfügt die Nautilus über bis zu drei Decks.
Nachfolgend sind die Räume aufgelistet, die Jules Verne in seinen Büchern nennt:
- Kapitänskajüte
- Offizierskajüten
- Bibliothek (mit 12 000 Büchern)
- Speisesaal
- Salon (mit Bibliothek, Orgel, Kunst- und naturwissenschaftlichen Sammlungen)
- Kombüse
- Badezimmer
- Mannschaftsraum
- mehrere Mannschaftsunterkünfte
- Maschinenraum
- Kartenraum
- Taucherschleuse
- Kommandobrücke

Das Hauptverbindungsstück im Schiff ist eine Wendeltreppe, über die man auf alle Decks gelangt. Das Schiff verfügt über sechs Fenster. Vier von ihnen, für jede Richtung eines, befinden sich auf der Kommandobrücke. Zwei konvexe Panoramafenster – mit einer Irisblende verschließbar – befinden sich im Salon. Die Nautilus verfügt über insgesamt vier Einstiegsluken, drei an ihrer Oberseite und eine Taucherschleuse an ihrer Unterseite. Gegenüber der gläsernen Steuerkanzel an der Oberseite befindet sich ein starker Reflektor, der das Umfeld auf ungefähr einen Kilometer erleuchten kann und von außen als leuchtendes Oval wahrgenommen wird.
Erbaut wurde die Nautilus auf der einsamen Insel Vulcania im Pazifik, wobei Nemo jedes Einzelteil unter einem anderen Namen von einem anderen Hersteller bezog und anschließend die Spuren seiner Arbeit vernichtete. Der Gesamtwert (einschließlich der Kunstwerke) betrug nach Romanangaben etwa 5.000.000 Franc. Ihr Heimathafen ist nach wie vor Vulcania.

### Antrieb und Energie

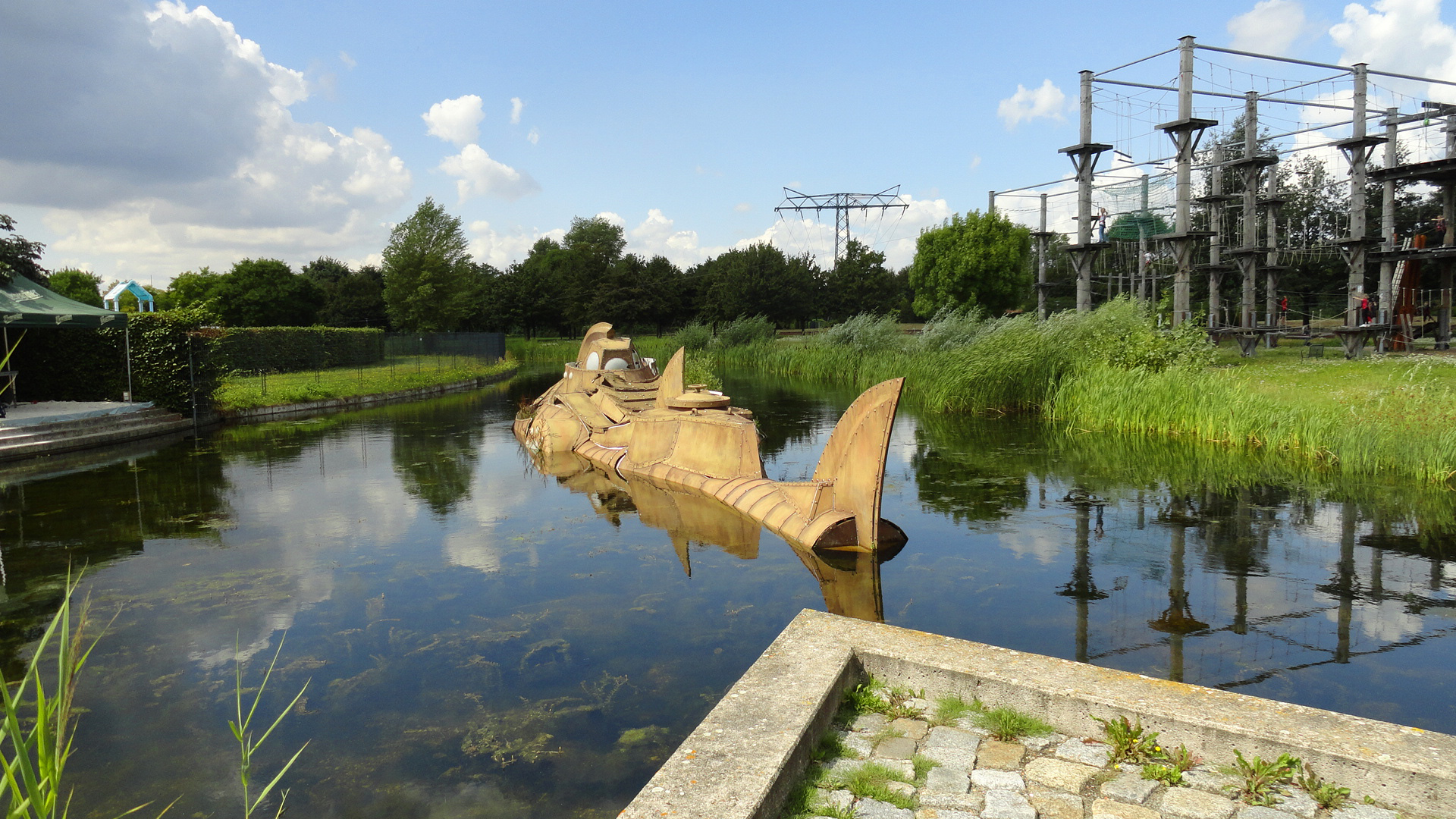
Nachbildung der Nautilus im Elbauenpark

Verne nahm bei der Nautilus gleich mehrere technische Entwicklungen vorweg: Alle wichtigen Einrichtungen wie Antrieb, Steuerung, Beleuchtung etc. werden elektrisch betrieben. Die benötigte Elektrizität wird (vermutlich nach dem Prinzip der Brennstoffzelle) mittels Natriumamalgam erzeugt, einer Legierung von Natrium und Quecksilber. Das Natrium wird aus Kochsalz gewonnen, welches wiederum per Destillation aus dem Meerwasser kommt; die dazu notwendige Energie stammt aus unterseeisch abgebauter Steinkohle.
Des Weiteren werden bereits der Transformator (um sehr hohe Spannungen zu erzeugen) und leistungsfähige Elektromotoren und Scheinwerferlampen (vermutlich nach dem Prinzip der Bogenlampe) verwendet.
Auf- und abtauchen kann die Nautilus mit Hilfe ihrer Ruder und Kammern zwischen Innen- und Außenwand, die entweder geflutet oder mit elektrischen Pumpen gelenzt werden. Frischluft muss beim Auftauchen aufgenommen werden und kann außerdem in Presslufttanks bevorratet werden.
Über das Antriebssystem der Nautilus gibt es bis heute viele Spekulationen. Die häufig geäußerte Vermutung, dass sie mit Atomkraft betrieben wurde, entbehrt jeder Grundlage, da die Nutzung der Atomenergie erst später entdeckt wurde und im Roman auch keine entsprechenden Hinweise zu finden sind. Die Energie wird auf eine Welle übertragen, die mit dem Propeller verbunden ist, welcher das Schiff auf maximal 54 Knoten (ca. 100 km/h) beschleunigen kann.

### Abwehrmechanismen
Die Nautilus, die Verne sich erdacht hat, verfügt im Gegensatz zu anderen Versionen kaum über Waffen. Ihre einzigen Verteidigungseinrichtungen sind die über 15 Zentimeter dicke Panzerung und ein Elektroschocksystem, welches die Ein-/Ausgangsleiter unter Spannung setzt und so Unerwünschte vertreibt bzw. Gefangene an der Flucht hindert. Der Rammsporn am Bug wurde als Angriffswaffe eingesetzt. In Die geheimnisvolle Insel beschreibt Verne aber, wie die Insel und die Kolonisten von Piraten angegriffen werden, ihr Schiff jedoch plötzlich explodiert. Später findet Cyrus Smith an der Stelle des Wracks die Hülse eines Torpedos (was zu dieser Zeit eine Seemine bezeichnete), was darauf schließen lässt, dass die Nautilus über diese Waffe verfügte.

### Die Besatzung
Der Kommandant des Schiffes ist Kapitän Nemo.
Über die Stärke der Besatzung kann nichts Genaues gesagt werden, sie beträgt vermutlich 20 Mann. Die Matrosen sind wohl schon seit dem Beginn der Fahrt der Nautilus mit an Bord und Nemo äußerst ergeben.
Über die Herkunft Nemos und seiner Leute erfährt man in Vernes Roman Die geheimnisvolle Insel, dass er und seine Besatzung aus Indien stammen. Klar ist aber, dass Nemo mehrere Sprachen fließend beherrscht, darunter Deutsch, Englisch, Französisch und Latein. Auch ein Matrose rief einen seiner Gefährten in Todesangst auf Französisch um Hilfe.
Kurzzeitig befinden sich auch drei Gäste auf der Nautilus:
Der französische Naturforscher Professor Aronnax, sein Diener und Assistent Conseil und der kanadische Harpunier Ned Land sind vom 6. November 1867 bis zum 17. Juni 1868 an Bord der Nautilus; dieser Zeitraum ist der Inhalt des Romans 20.000 Meilen unter dem Meer.

## Darstellung in anderen Werken

### Walt-Disney-Film von 1954
Das heute bekannteste Design der Nautilus stammt von Harper Goff, der es für die Walt-Disney-Verfilmung von 1954 entwarf. Goff ließ sich bei der Formgebung des U-Bootes von Alligatoren und Haien inspirieren, die seiner Vorstellung von furchterregenden Seeungeheuern entsprachen. Er kombinierte die Augen des Alligators, die als einziger Teil des Tieres aus dem Wasser ragen können, mit der schlanken Stromlinienform, der Rückenflosse und der ausgeprägten Schwanzflosse eines Haies. Die markanten Niete der Nautilus ergaben die von Goff erwünschte Wirkung einer rauen, stark strukturierten Alligatorenhaut. Außerdem orientierte sich Goff hierbei an der gängigen Schiffsbaupraxis der 1860er Jahre, in denen die Nietbauweise eine zunehmende Rolle spielte. Damit sich das U-Boot beim Rammstoß durch einen Schiffsrumpf bohren konnte, entwarf Goff an der Spitze der Nautilus einen massiven Rammsporn, der an vier Seiten des Bootskörpers in einen Sägezahn-Kamm übergeht. Um den Propeller zu schützen, fasste ihn Goff in einen Schutzring ein. Goff war davon überzeugt, dass Verne als Antriebsenergie der Nautilus Atomkraft suggerierte. Folglich entwarf er einen Maschinenraum, der im Film vage als „Kompressionsraum“ bezeichnet wird und als fantastisch anmutende Inszenierung eines Kernreaktors verstanden werden kann.
In einigen Walt Disney Parks bzw. Resorts befinden sich Nachbildungen der Goff’schen Nautilus. Dabei liegt zumeist eine Nachbildung des Oberdecks in einem künstlichen See. Der Besucher betritt das Boot nicht, sondern wird in einen anderen Ausstellungsteil geleitet, der ihn durch einige Nachbauten des Filmsets des Nautilus-Interiors führt. Dabei handelt es sich weniger um originalgetreue Repliken als vielmehr um vom Nautilus-Design inspirierte Räumlichkeiten. Allerdings bestand für Besucher des Disneyland Resorts von 1955 bis 1966 in der 20,000 Leagues Under the Sea Exhibition die Möglichkeit, die originalen Filmsets zu sehen und teilweise auch zu betreten. Auch das Originaloberdeck war hier ausgestellt.

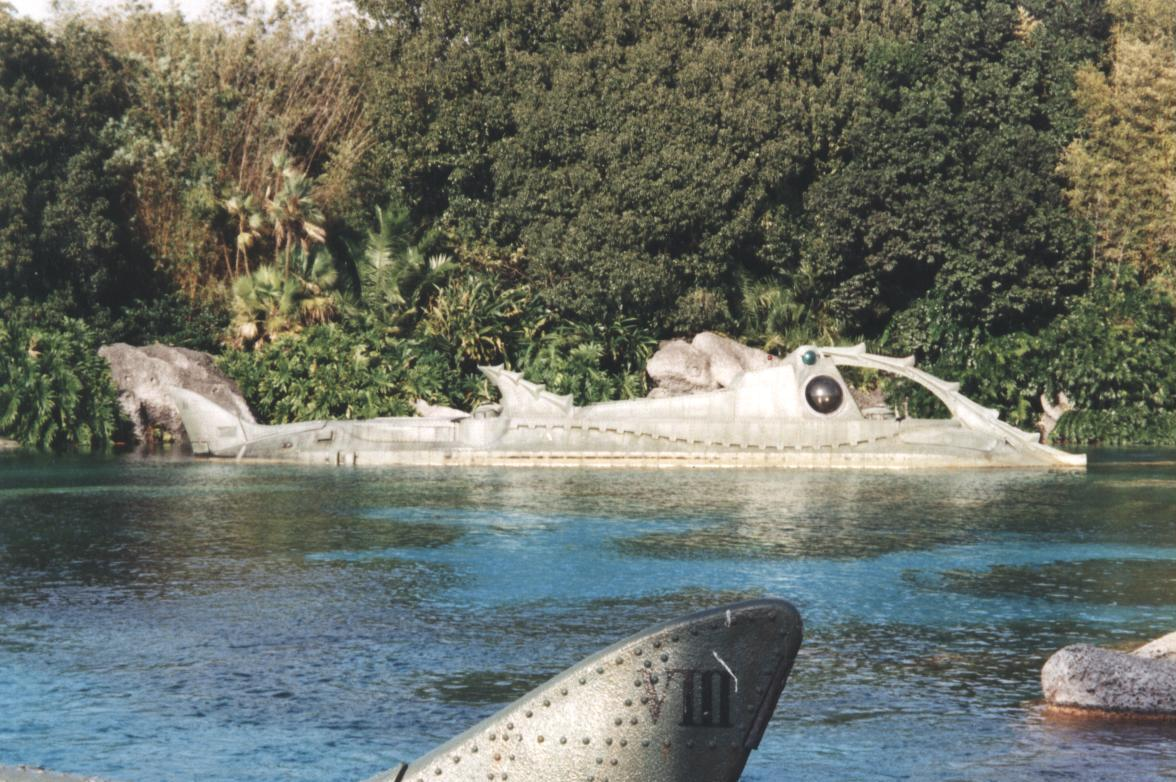
Nachbildung der Nautilus im Walt Disney World Resort

Im Walt Disney World Resort bestand von 1971 bis 1994 die 20,000 Leagues Under the Sea: Submarine Voyage. Mehrere Nachbauten der Goff-Nautilus fuhren auf einer Schiene durch einen künstlich angelegten See. Die Boote tauchten nicht, sondern verblieben die Fahrt über an der Oberfläche. Der Eindruck des Tauchens entstand für die Besucher dennoch, da sie im Fahrzeug unter der Wasseroberfläche auf Sitzen vor mehreren Bullaugen Platz nahmen. Auf dem Grund des Sees waren als Attraktionen neben Korallenriffen und Meerestieren auch bewegliche Puppen, die in entsprechenden Taucheranzügen des Disney-Films einige Filmszenen „nachspielten“.

### Die Liga der außergewöhnlichen Gentlemen
In der Comicreihe (seit 1999) bzw. deren Verfilmung (2003) tritt die Nautilus ebenfalls unter Kommandantur von Kapitän Nemo als wichtiges Transportmittel in Erscheinung. Nemo wird hier ebenfalls als Inder dargestellt.